# Дам'ян Богун
Дам'ян Богун (хресне ім'я Григорій; 18 березня 1910, Цеблів — 17 грудня 2008, Львів) — український церковний діяч, священник УГКЦ, василіянин, педагог, історик, архівіст, журналіст; в'язень ГУЛАГу; підпільний протоігумен провінції Найсвятішого Спасителя (1972–1987).

## Життєпис

### Ранні роки
Народився 18 березня 1910 року в селі Цеблів поблизу Белза (нині Сокальський район Львівської області) в сім'ї селян Михайла та Анни. У сім'ї ще було троє дітей. Початкову освіту здобув у рідному селі, а з 1922 до 1926 року навчався в Академічній гімназії у Львові. П'ятий рік гімназійних студій (1926–1927) закінчив у Місійному інституті ім. святого Йосафата при Бучацькому василіянському монастирі.

### Навчання
4 вересня 1927 року Григорій Богун розпочав новіціят у Крехівському монастирі отців-василіан. Його наставниками-магістрами на новіціяті були отці Микола Лиско, Діонисій Ткачук і Павло Теодорович. На облечинах 4 березня 1928 року отримав нове ім'я Дам'ян. Перші обіти склав 5 травня 1929 року в Крехові. Протягом наступних шести років навчався у василіянських студійних монастирях: спершу на схоластиці і риториці у василіанській обителі в Лаврові (1929–1931), потім вивчав філософію у Добромильському монастирі (1931–1933) і богословські дисципліни в Кристинополі (1933–1935) й Жовкві (1935–1936). Під час навчання, 9 квітня 1933 року склав вічні обіти.

### Служіння
21 травня 1936 року в Жовкві перемишльський владика Йосафат Коциловський уділив Дам'янові та ще тринадцяти співбратам по Чину священничі свячення. Після свячень отримав призначення на викладача всесвітньої історії і латинської мови в Добромилі й української та польської мови в Крехівському монастирі (1938–1939).
Другу світову війну отець Дам'ян зустрів у Гошівському монастирі. Разом з братами-богословами з Лаврова подався спочатку до Перемишля, а потім до Праги, де провів близько року, навчаючись на філологічному факультеті Українського вільного університету (УВУ). 1940 році скерований до Перемишля, котрий знаходився в німецькій зоні окупації, а згодом доручили опікуватися греко-католиками Холмщини. Паралельно пробував свої сили на ниві журналістики: в часописі «Місіонар», а в Холмі вислужений редактор «Місіонаря» о. Пахомій Борис залучив його до редколегії газети «Холмські вісті».
Після вибуху радянсько-німецької війни повернувся на батьківщину і деякий час служив у монастирях Жовкви та Кристинополя. Невдовзі знову скерований на Холмщину: до 1944 року він трудився для вірних Грубешева. Під кінець війни переїхав до Львова й на деякий час заопікувався бібліотекою і архівом василіян при Свято-Онуфріївському монастирі.

### Ув'язнення
У листопаді 1945 року був ув'язнений спочатку у Великих Мостах, а потім у львівській тюрмі «на Лонцького». У серпні 1946 року засуджений до восьми років виправно-трудових таборів за «антирадянську агітацію». Покарання відбував на лісоповалі у Красноярському краї. До Галичини повернувся в 1953 році.

### У підпіллі УГКЦ
Майже два десятки років отець Дам'ян проживав у знайомих у Межиріччі, працюючи садівником, мотористом на водоочисних спорудах, заготівником лікарських рослин. Водночас займався активною душпастирською працею у Кристинополі, в селах Волсвин, Бендюга, Межиріччя, Городище, а частково і в інших населених пунктах.
Після виходу на пенсію в 1970 році о. Дам'ян Богун переїхав до Львова та оселився в домі сестер-йосафаток на Старому Знесінні. У листопаді 1973 року помер отець Пахомій Борис, тодішній протоігумен Галицької Провінції ЧСВВ. Його наступником обрали отця Дам'яна. За час перебування на чолі Василіанського Чину отець Богун зробив чимало для зміцнення Чину і Церкви у важких умовах підпілля: правив Святі Літургії по приватних помешканнях, дбав про нові покликання до монашого життя, провадив реколекції, опікувався жіночими монашими згромадженнями (василіанок, мироносиць, служебниць та Пресвятої Родини), мирянськими християнськими спільнотами Апостольства молитви, Третього Чину, Марійських дружин і навіть греко-католицькими громадами на Одещині та в Криму.
29 грудня 1987 року на провінційній капітулі, що відбулася таємно в одному з приватних помешкань у Львові новим протоігуменом було обрано отця Василя Мендруня, а отець Дам'ян Богун став провінційним консультором (радником).

### Після виходу з підпілля
Після виходу з підпілля отець Дам'ян Богун допомагав молодшим василіянам у поновленні повноцінної душпастирської праці Чину, вихованні нових покликань, поверненні й доведенні до ладу монастирів, сам безпосередньо займався збереженням та опрацюванням історичних матеріалів, відновлення періодичних видань. Ходив до архівів та бібліотек, долучився до віднови часопису «Місіонар».
Восени 1997 року Папа Римський Іван Павло II за численні заслуги перед Вселенською Церквою нагородив отця Дам'яна Богуна медаллю «Pro Ecclesia et Pontifice» (вручення відбулось 11 січня 1998 року).
Останні роки життя отець Богун перебував у львівському Онуфріївському монастирі, де й упокоївся 17 грудня 2008 року. Похований на монашому цвинтарі Крехівського монастиря.

## Вибрані публікації
Публікував свої статті в міжвоєнному «Місіонарі» і Календарі «Місіонаря», а після виходу з підпілля у відновленому «Місіонарі» та часописі «Світло», що виходив у Канаді. Писав переважно статті, що заторкували історію Церкви та Василіянського Чину, спомини з життя, некрологи, біографічні замітки.
- «Двісті-ліття Гошівської Богородиці 1737—1937» // Календар Місіонаря, річник XXXIV. — Жовква 1937. — С. 20-27,
- «Чудотворні ікони Матері Божої на Україні» // Календар Місіонаря, річник XXXIV. — Жовква 1937. — С. 30-48,
- «950-ліття Християнства на Україні» // Календар Місіонаря, річник XXXV. — Жовква 1938. — С. 75-86;
- «Гість до вас — „Місіонар“» // Місіонар Пресвятого Серця Ісусового, № 1 за квітень 1992. — С. 3-4;
- «Різдво на Поконаївці» // Місіонар Пресвятого Серця Ісусового, № № 10 за січень-лютий 1993. — С. 11-12;
- «Віднайдення мощів св. священномученика Йосафата» // Місіонар Пресвятого Серця Ісусового, № 11 за листопад 1994. — С. 20-23;
- «Сумний мартиролог» // Місіонар Пресвятого Серця Ісусового, № 3 за березень 1995. — С. 26-27, № 4 за квітень 1995. — С. 18-20, № 5 за травень 1995. — С. 26-27 (про репресованих василіян); № 11 за листопад 1995. — С. 11-12 (про репресованих монахинь-студиток); № 12 за грудень 1995. — С. 18 (про репресованих єпархіальних священиків);
- «Великий ювілей. До 400-річчя Берестейської Унії і 350-річчя Ужгородської Унії» // Місіонар Пресвятого Серця Ісусового, № 8 за липень-серпень 1995. — С. 11-12;
- «Різдво недалекого минулого» // Місіонар Пресвятого Серця Ісусового, № 1 за січень 1996. — С. 12-13;
- «Василіянські місії наприкінці XVIII ст.» // Місіонар Пресвятого Серця Ісусового, № 6 за червень 1996. — С. 14;
- «Василіяни в підпіллі» // Світло, ч. 1 за січень 1997. — С. 31-33; ч. 3 за березень 1997. — С. 106—108;
- «Перший друкований „Місіонар“» // Місіонар Пресвятого Серця Ісусового, № 4 за квітень 1997. — С. 1-3;
- «Перше Різдво на „поконаївці“» // Місіонар Пресвятого Серця Ісусового № 1 за січень 1998. — С. 3;
- «Пасха у підпіллі» // Місіонар Пресвятого Серця Ісусового, № 4 за квітень 1998. — С. 20;
- «Спомини про Грубешів 1942—1944» // Світло, ч. 1 за січень 1998. — С. 38-39; ч. 2 за лютий 1998. — С. 75-76; ч. 3 за березень 1998. — С. 119—120; ч. 4 за квітень 1998. — С. 158—160; ч. 5 за травень 1998. — С. 187—189;
- «Василіянські мученики та ісповідники віри» // Світло, ч. 9 за жовтень 2001. — С. 374—376; ч. 10 за листопад 2001. — С. 413—415.